# Королівський музей витончених мистецтв (Антверпен)
Королівський музей витончених мистецтв (нід. Koninklijk Museum voor Schone Kunsten) — художній музей в Антверпені, відкритий у 1810 році. Будівлю на площі Леопольда, в якій розміщується музей, було побудовано в 1884-1890 роках. Експозиція музею відображає розвиток мистецтва в Антверпені насамперед у XVI і XVII століттях, коли Антверпен був одним з найважливіших культурних центрів Європи. Нагороджений почесним королівським титулом «Koninklijk».
У фондах музею зберігається близько 13 000 творів мистецтва.

## Споруда музею

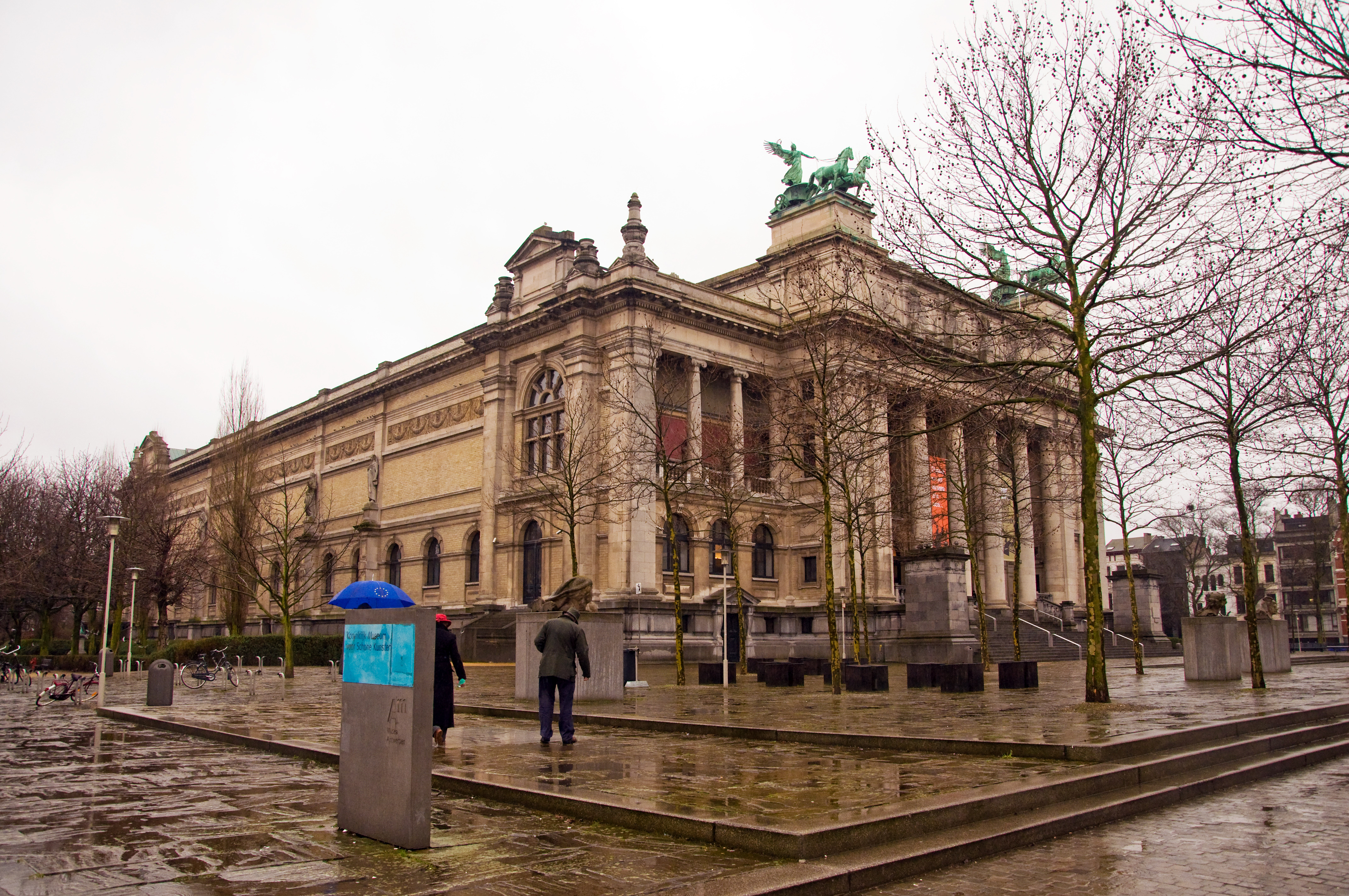

Музей розташовано в парковому оточенні. Споруду виконано у стилістиці пізнього класицизму.
Споруду з величним фасадом проєктували архітектори Якоб Віндерс (1849—1936) та Франс ван Дейк (1853—1839). Будівництво тривало з 1884 до 1890 року. Декорування закінчено 1894 року. Головний фасад споруди прикрашають дві бронзові колісниці Слав, розповсюджений варіант монументального декору в пору панування історичних стилів (скульптор Томас Вінсотт). Як декор використані також алегоричні скульптури архітектури, живопису, скульптури і графіки та медальйони з портретами художніх авторитетів минулого, серед котрих Ян ван Ейк, Боецій ван Больсверт, Франс Флоріс, Квентін Массейс, Еразм Квеллінус молодший, Пітер Пауль Рубенс тощо.

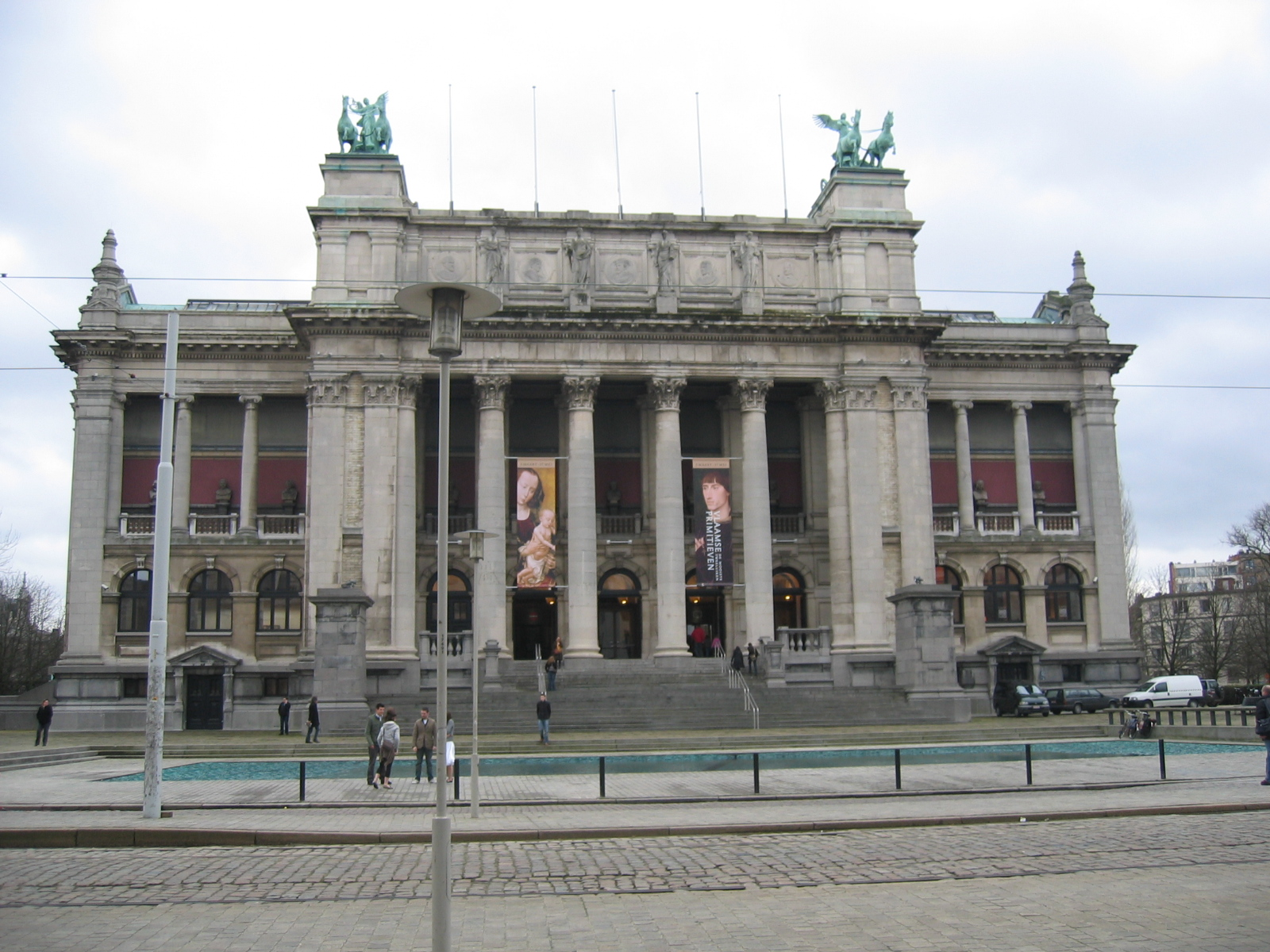
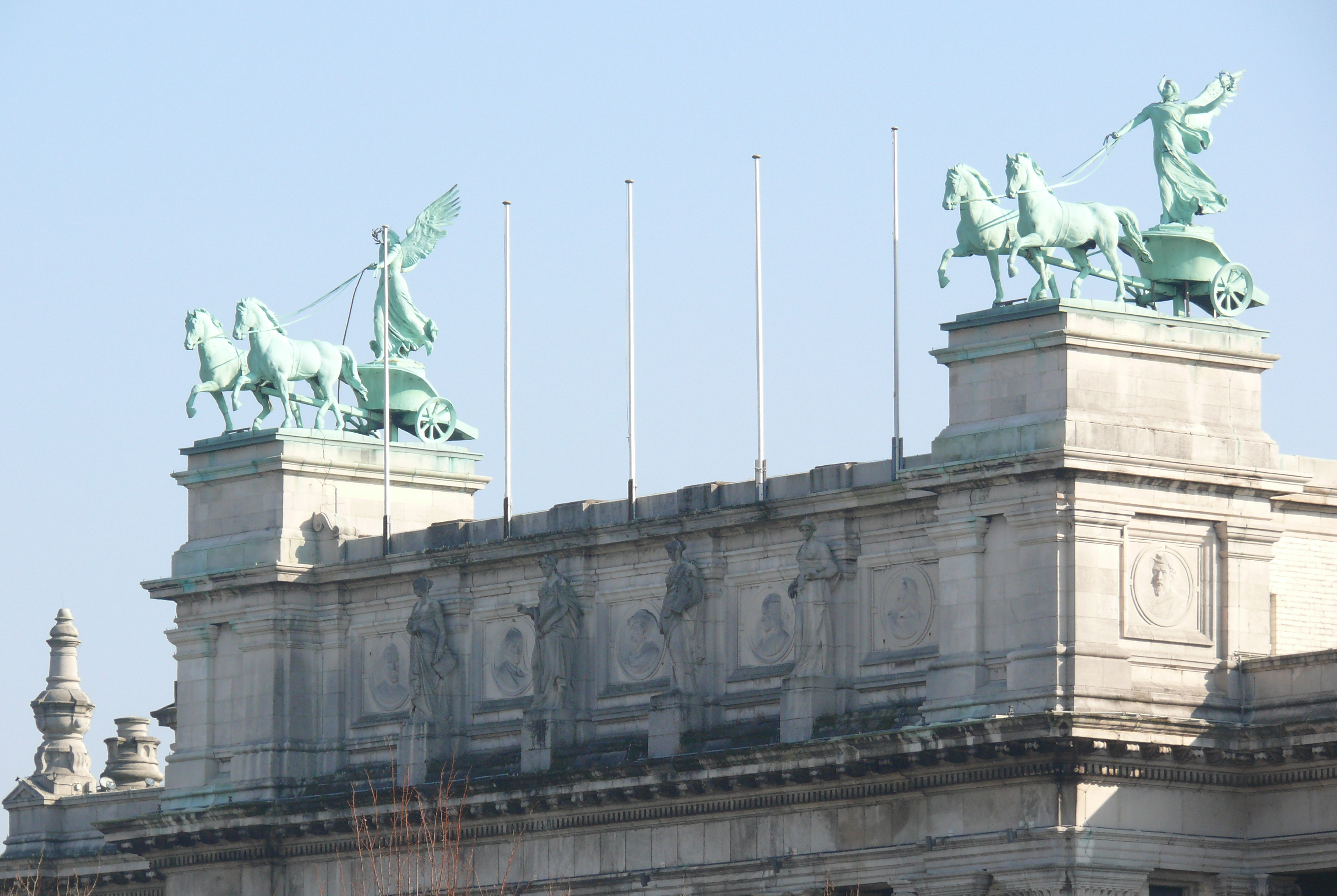
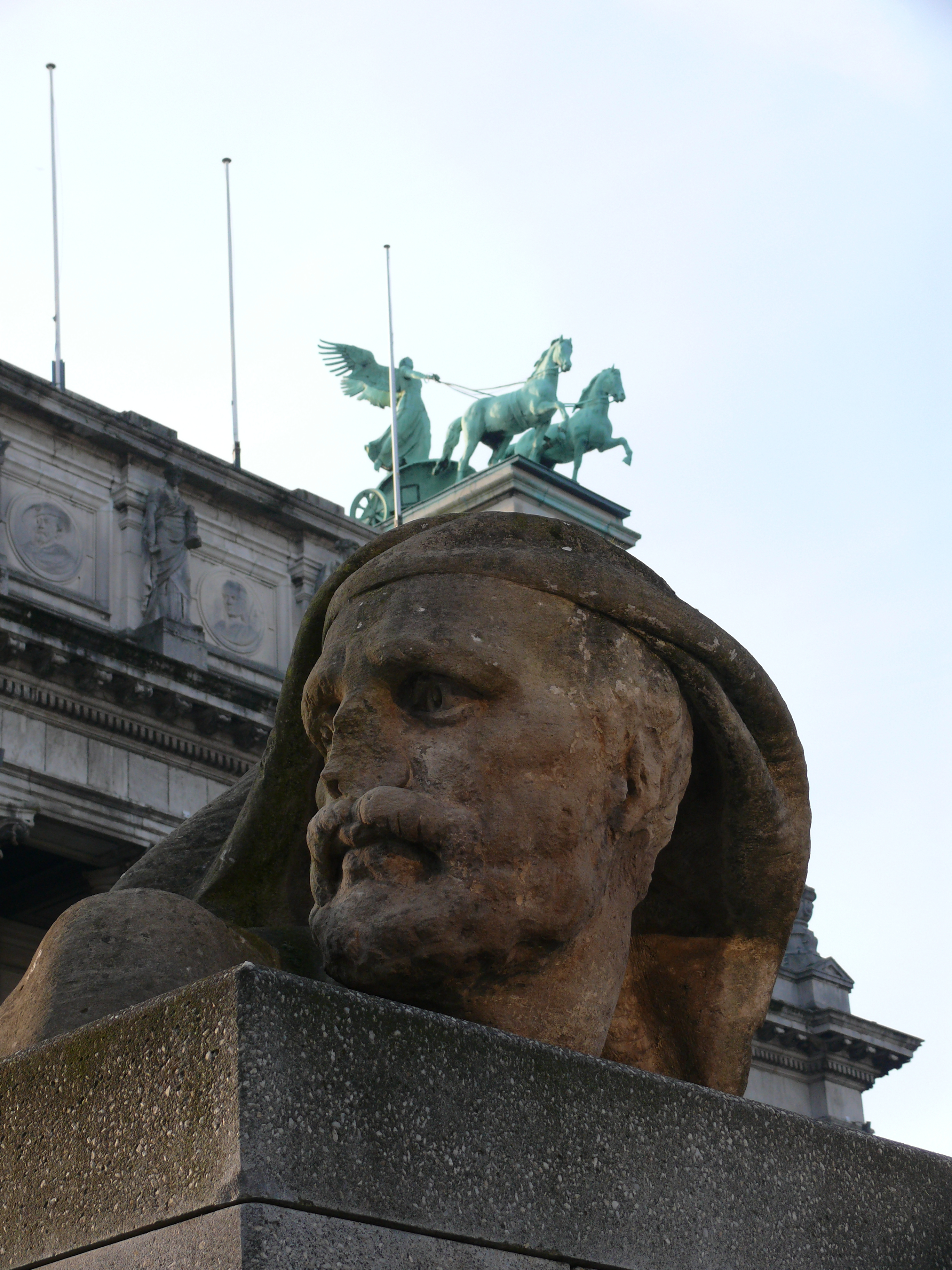
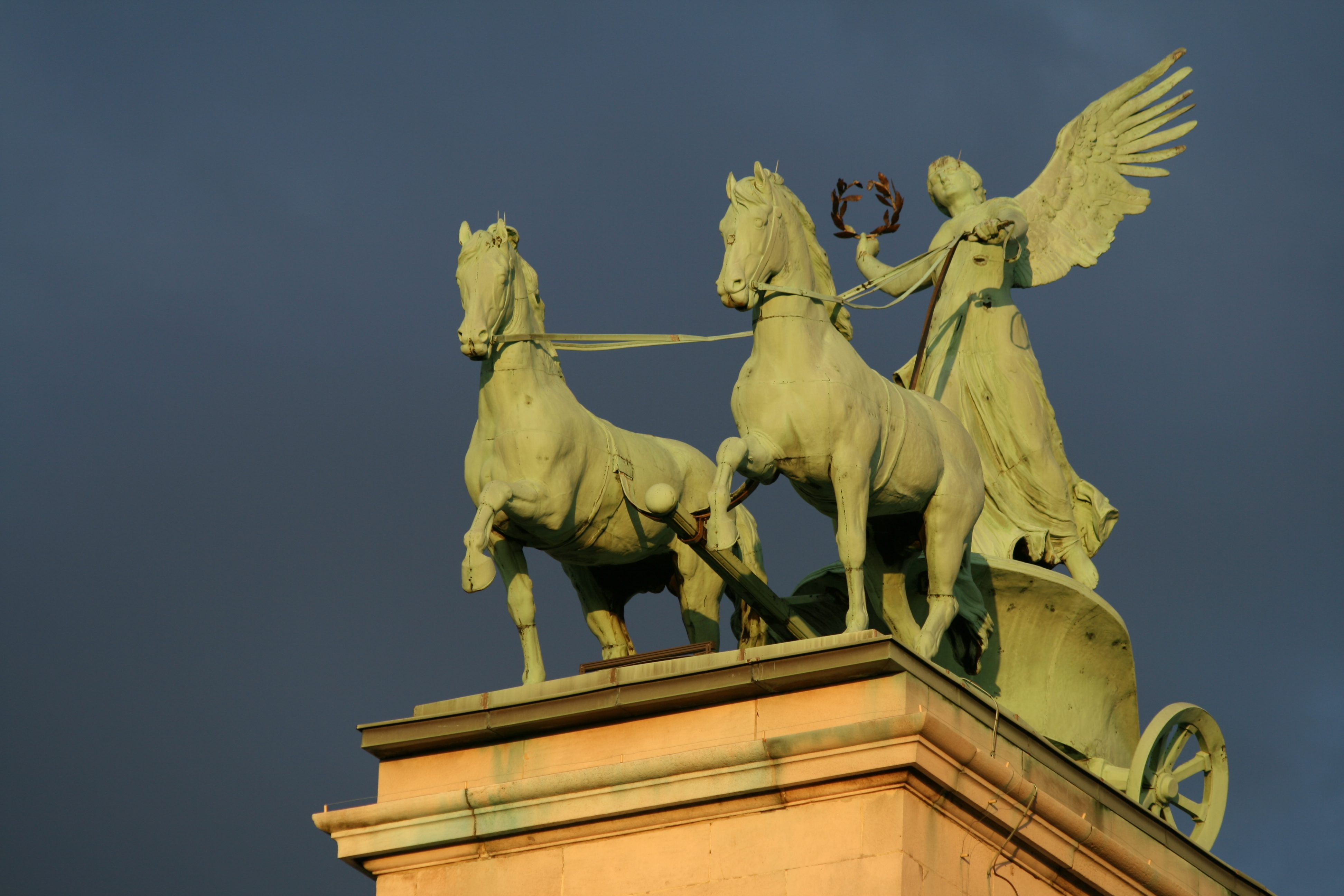

## Історія і колекції

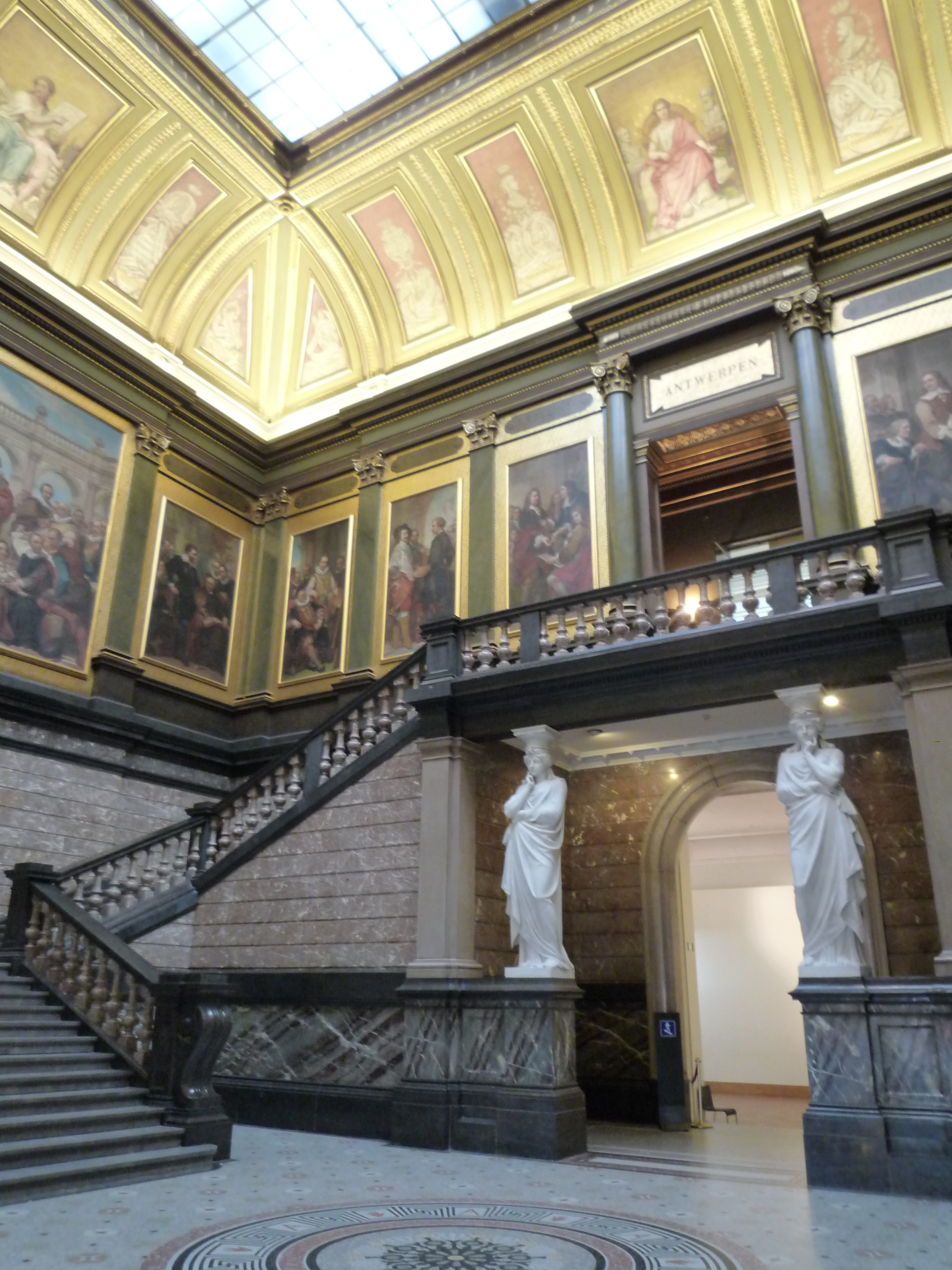
Вестибюль

Найдавніша частина музейних колекцій — збірка живопису, що належала Гільдії св. Луки міста Антверпен. Вона включала твори з XIV століття до 1773 року, коли була ліквідована гільдія. Частка картин була передана у академію мистецтв, створену у місті 1663 року.
Авторитет антверпенських художників був настільки великим, що низка фундаментальних для краю творів швидко покинула Антверпен і прикрасила королівські і князівські зібрання в інших країнах. Лише частка творів художників минулого осіла у Антверпені, серед котрих були Пітер Пауль Рубенс, Корнеліс де Вос, Якоб Йорданс, Франс Снейдерс тощо.
В роки наполеонівського захоплення Антверпена були пограбовані його храми і суспільні споруди, частка вирізаних тоді з рам картин була повернута у місто, реставрована і передана до збірок музею, заснованого 1810 року.
Серед перших значущих здобутків музею — картина венеційського художника Тіціана «Папа римський Александр IV представляє св. Петру аристократа Якопо Пезаро». Картину Тіціана 1823 року передав музею король Нідерландів Віллем I (у той час Бельгія входила до складу Нідерландів). Несприятливі історичні умови середини XIX ст. помітно обмежили закупівельні можливості закладу і він почав збільшувати власні колекції тільки з 1873 року, серед них і сучасних на той час майстрів.
Мер міста Флоран ван Ертборн був збирачем раннього нідерландського живопису. 1840 року він передав у музей на довготривалу оренду 141 твір власної збірки, що надзвичайно підвищило мистецьку вартість музейних колекцій. В збірці Флорана ван Ертборна були — Ян ван Ейк, Сімоне Мартіні, Рогір ван дер Вейден, Дірк Боутс, Йоахім Патінір, Квентін Массейс, Жан Фуке, Антонелло да Мессіна, Лукас Кранах старший.

## Галерея

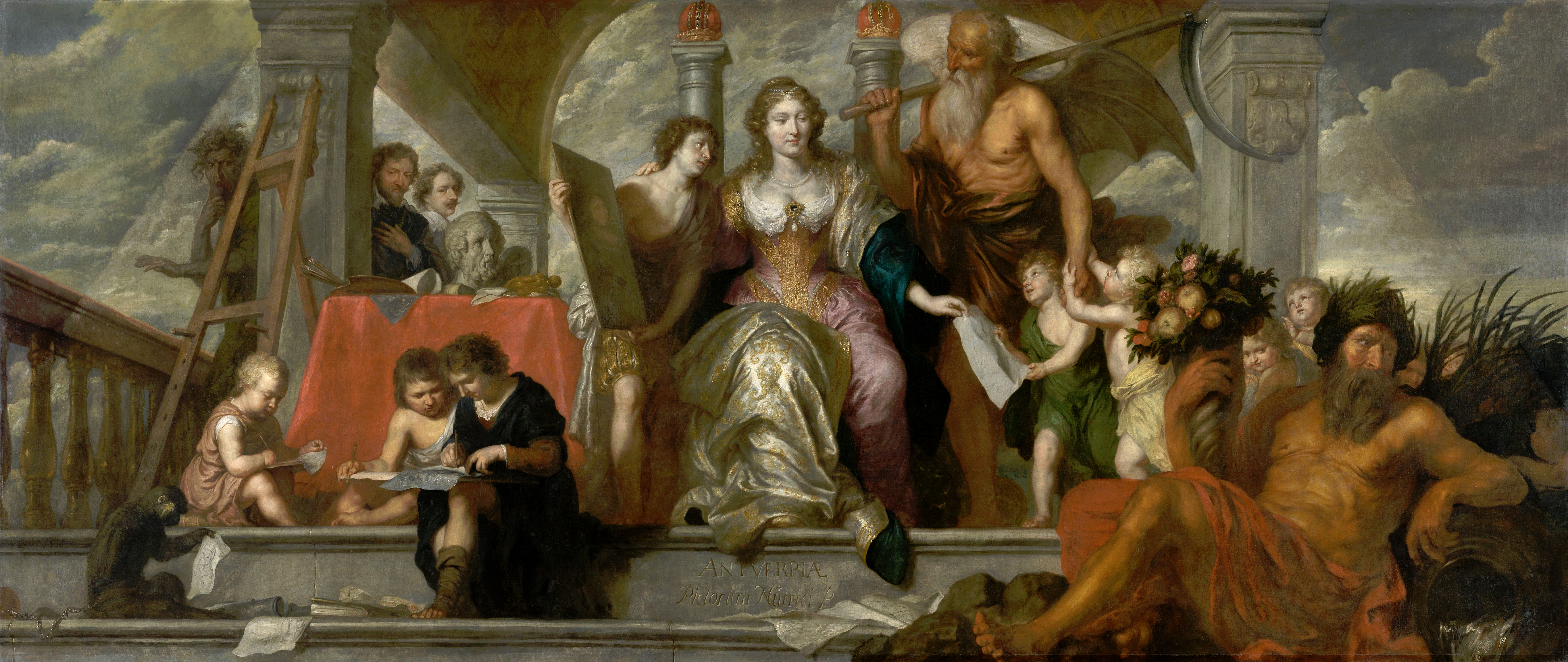
Теодор Буйєрманс. Алегорія Антверпена як покровительки художників, 1665 р.

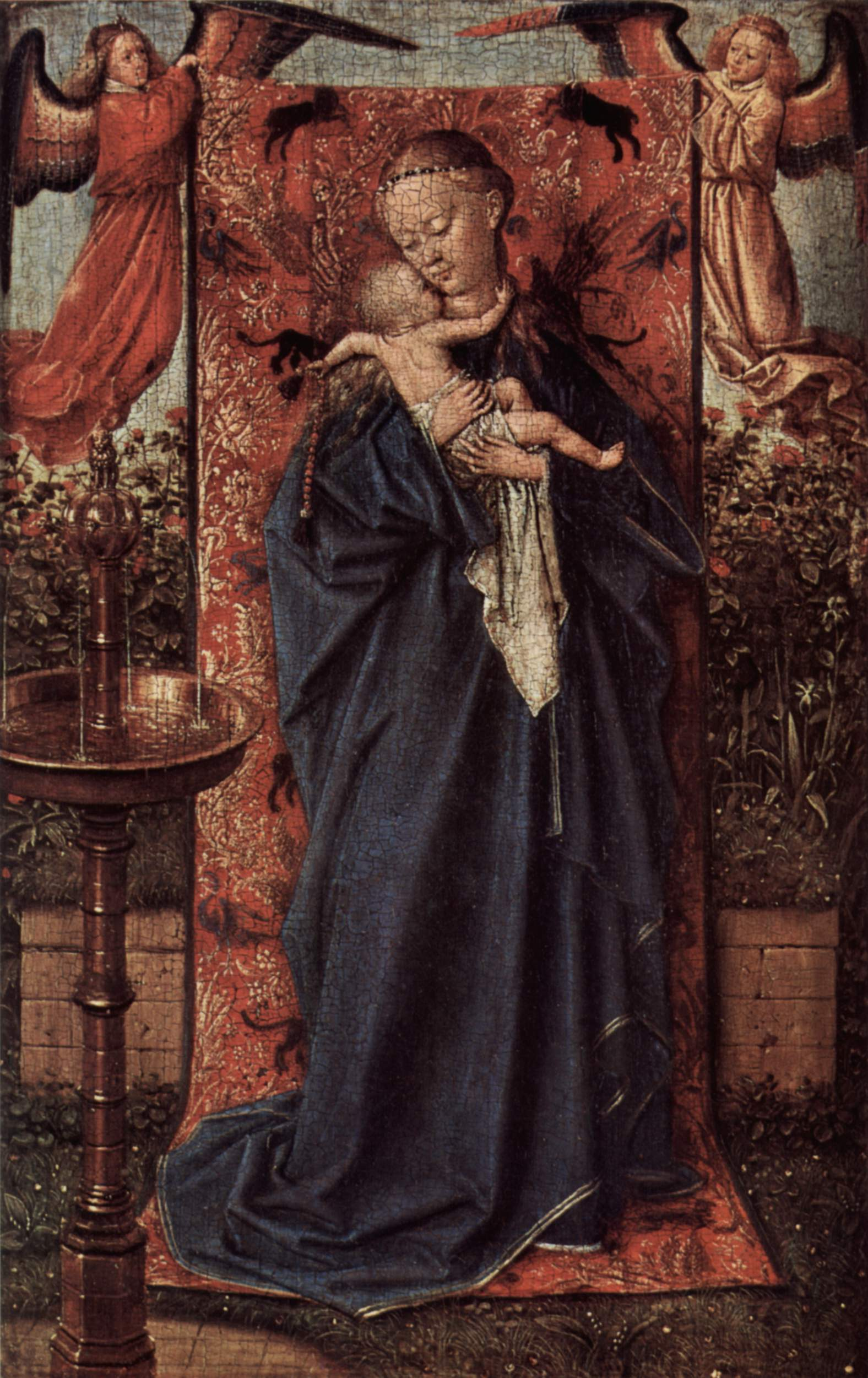
Ян ван Ейк Св. Марія біля джерела
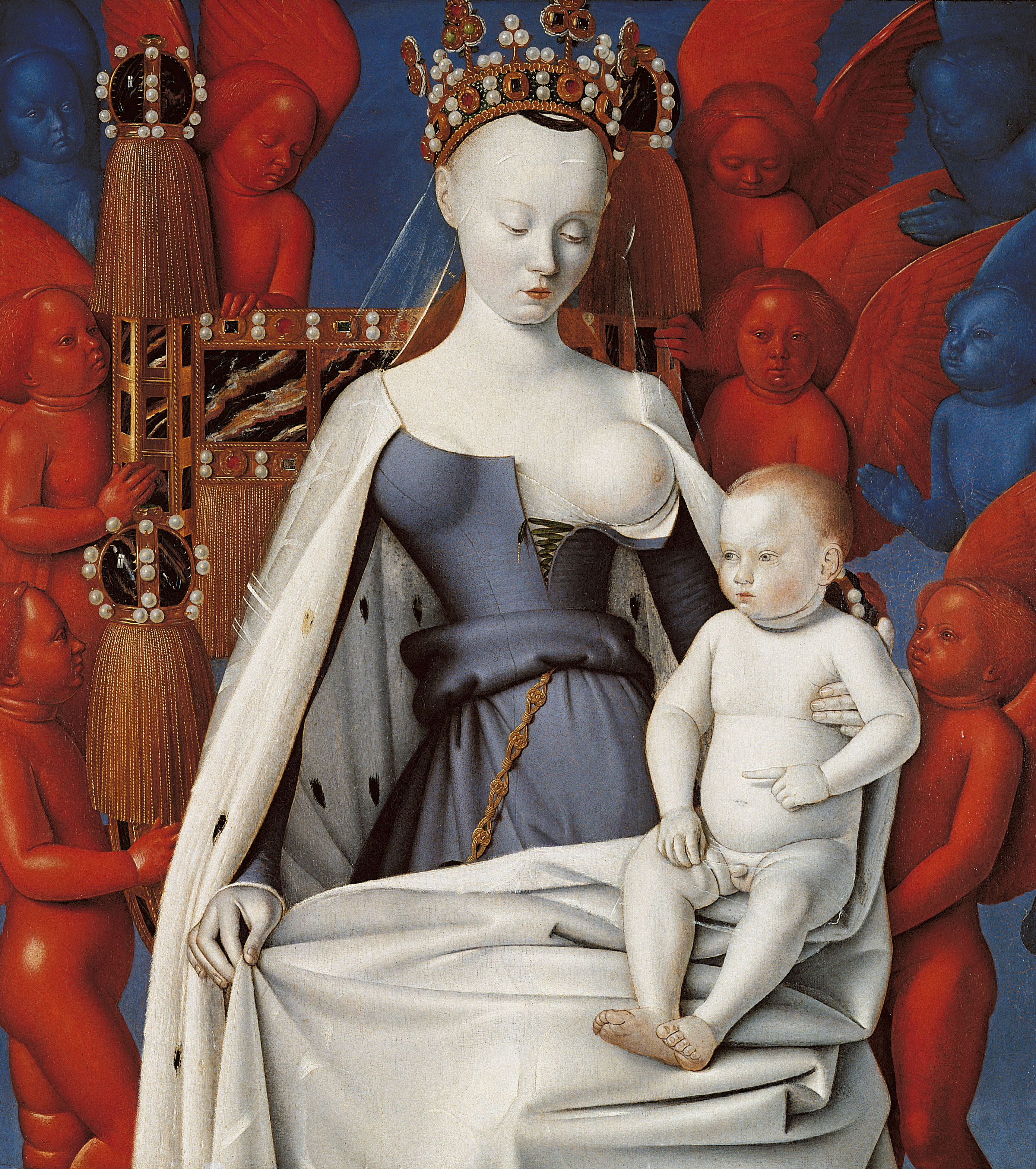
Жан Фуке Мадонна з немовлям
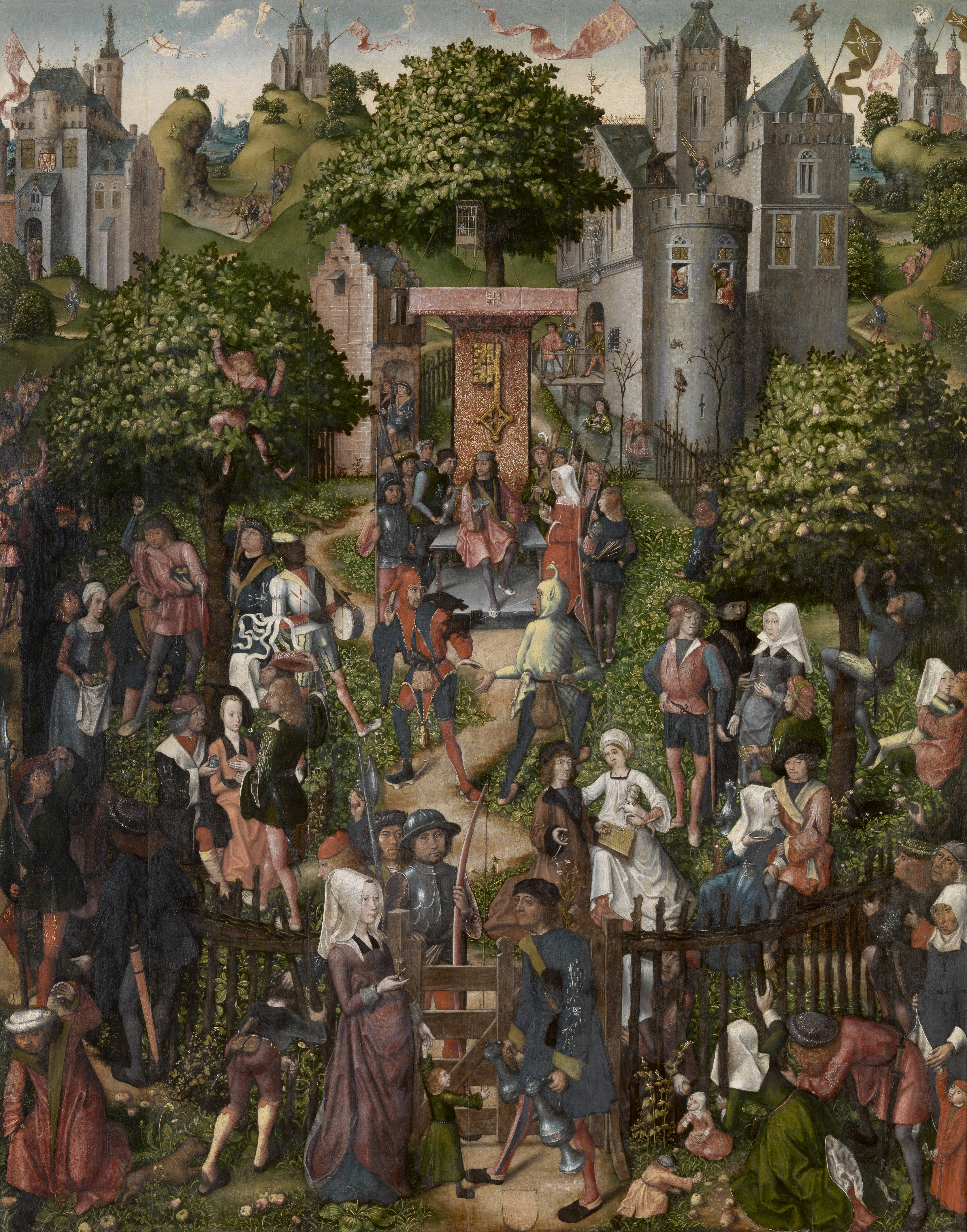
Майстер з Франкфурта. « Бенкет вояків-лучників», 1493 рік
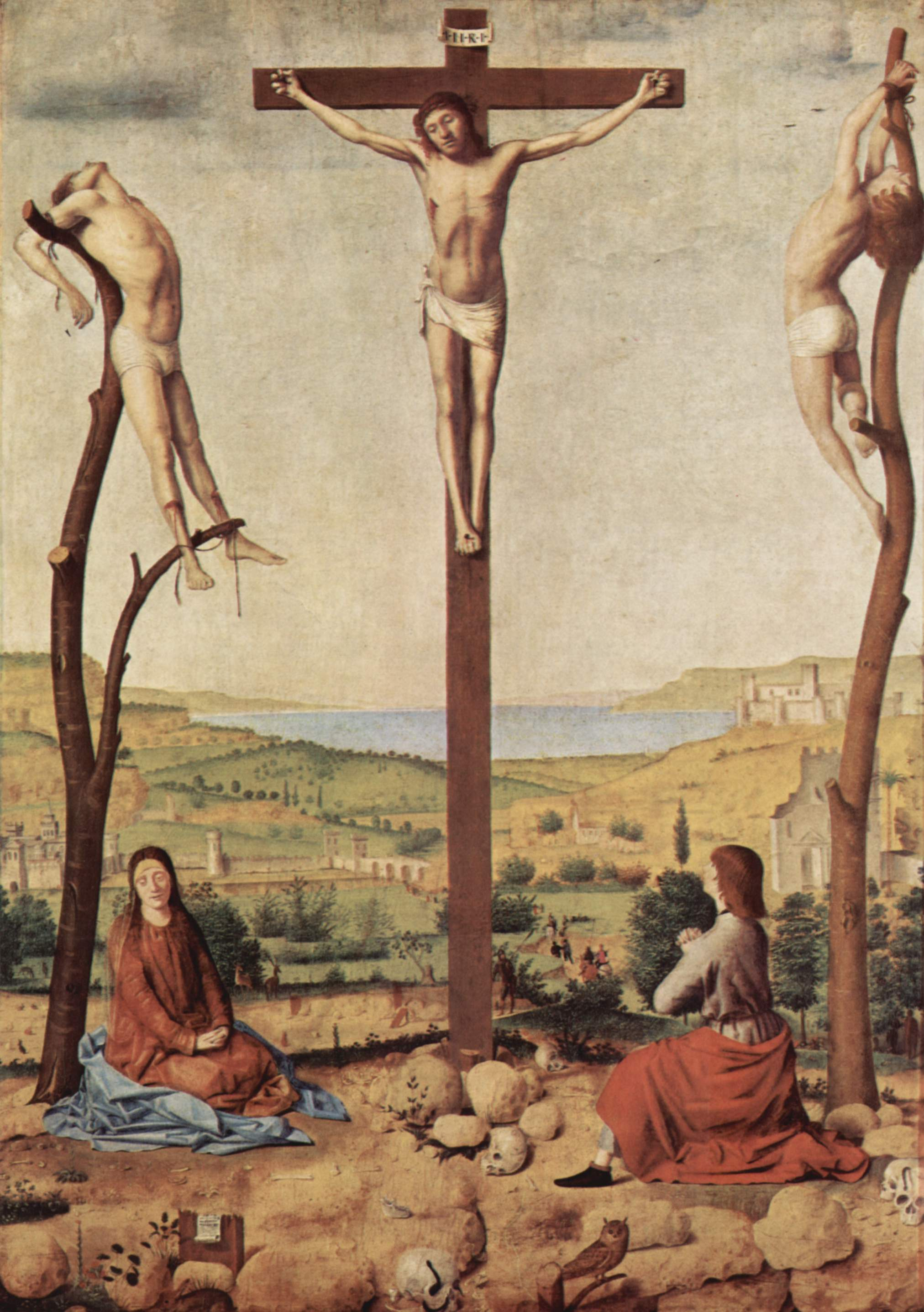
Антонелло да Мессіна Розп'яття з Марією й Йоанном
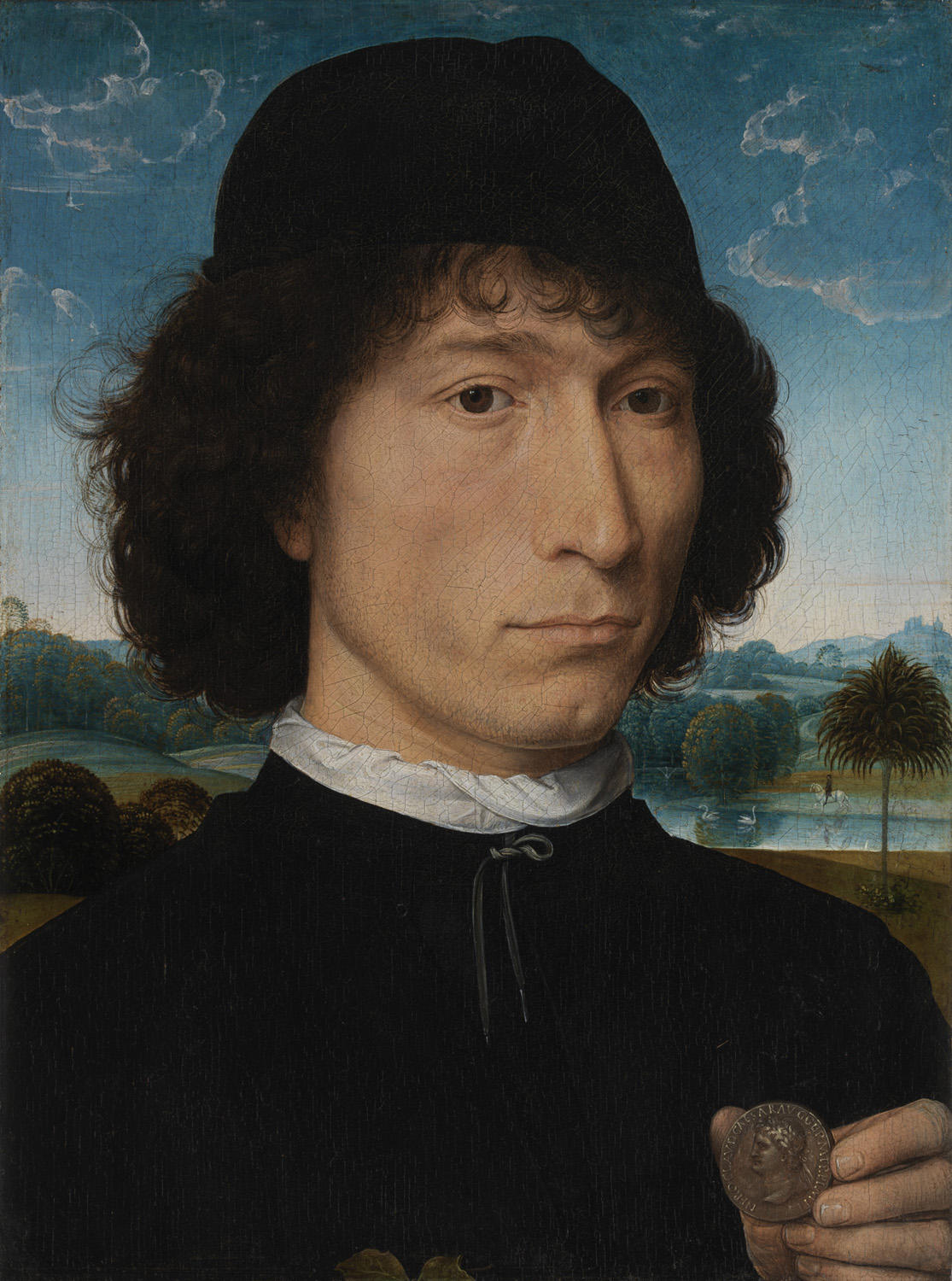
Ганс Мемлінг Портрет невідомого з давньоримською монетою
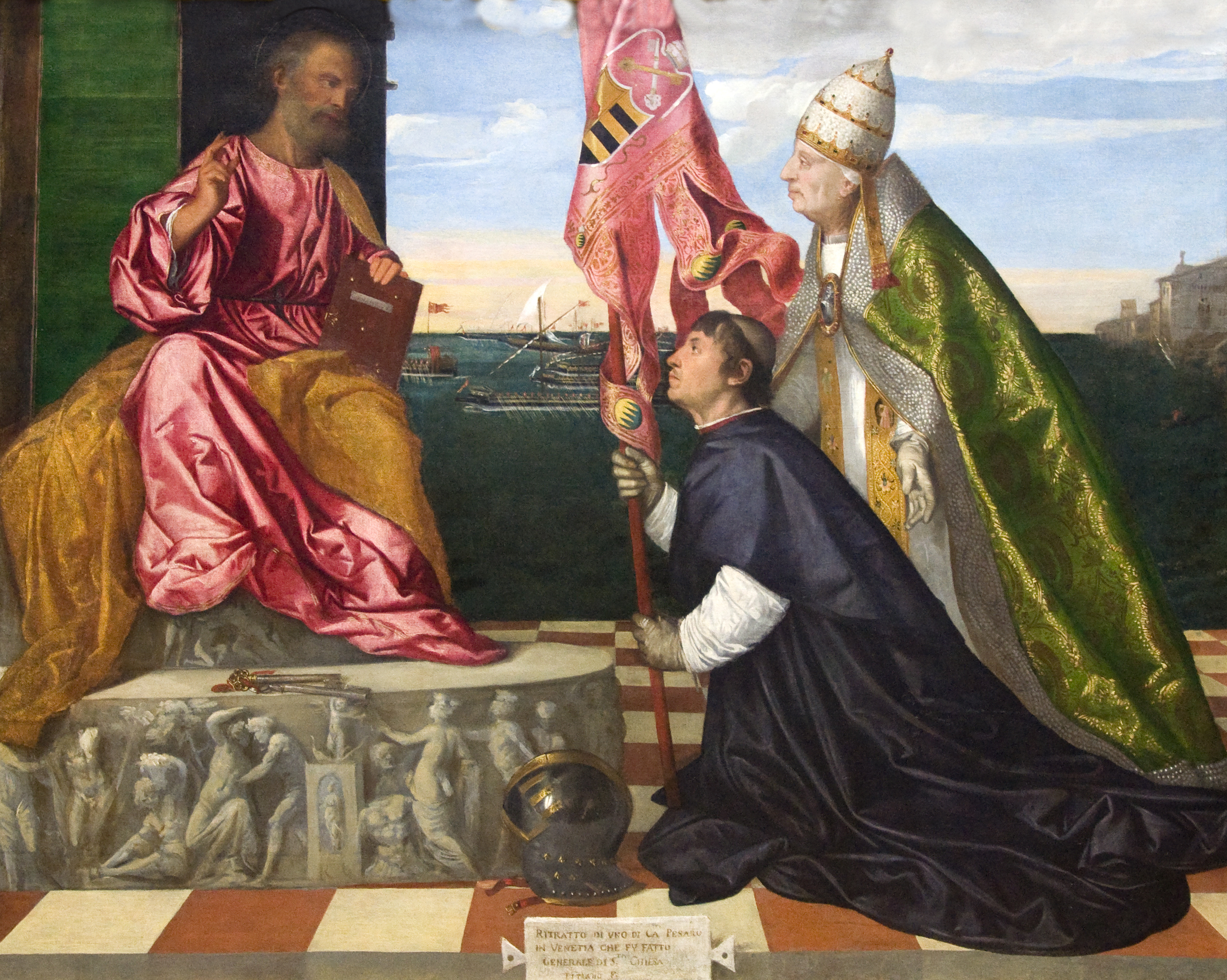
Тіціан Папа Александр VI представляє Якопо Пезаро святому Петру
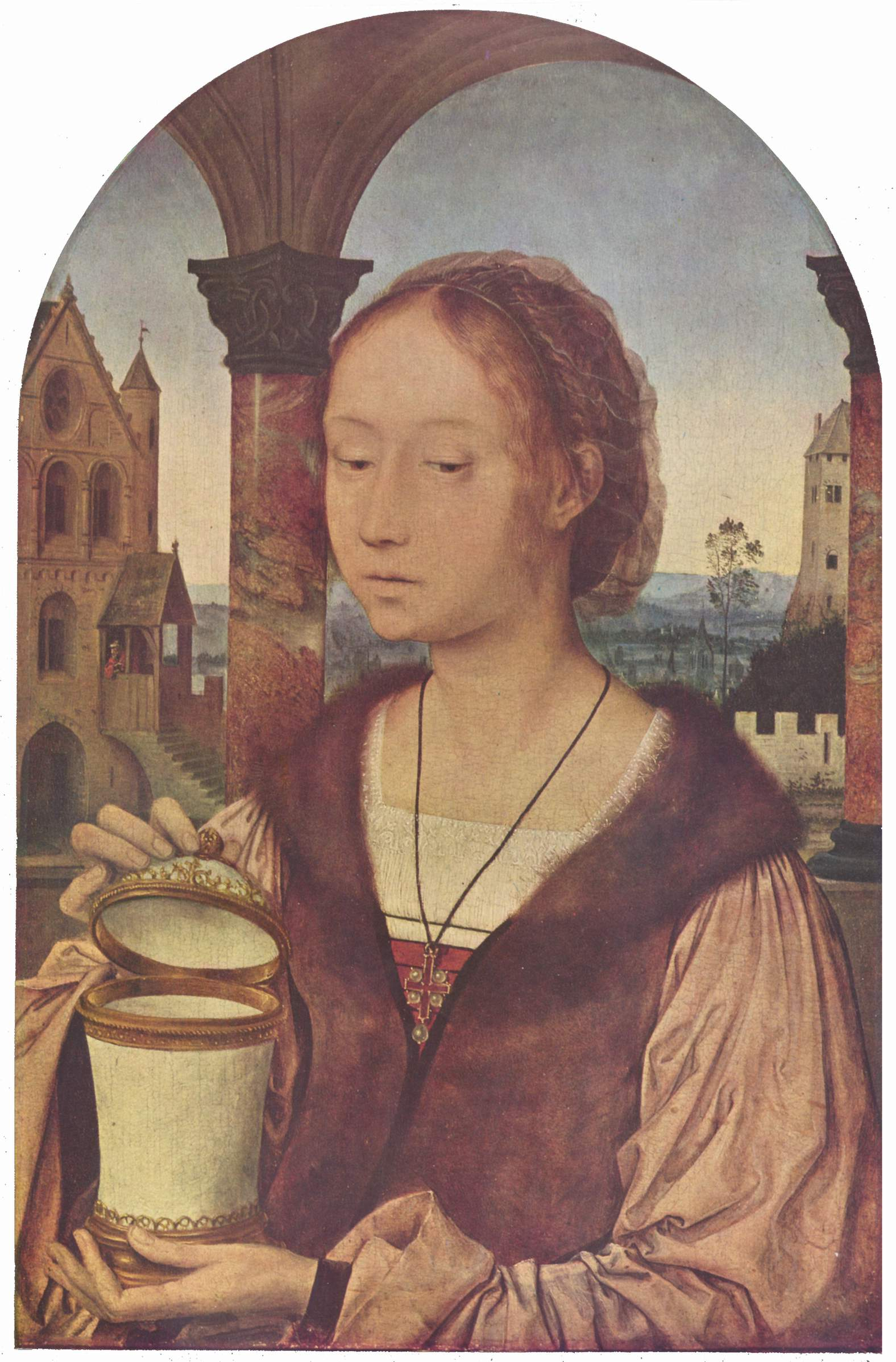
Квентін Массейс Св. Марія Магдалина
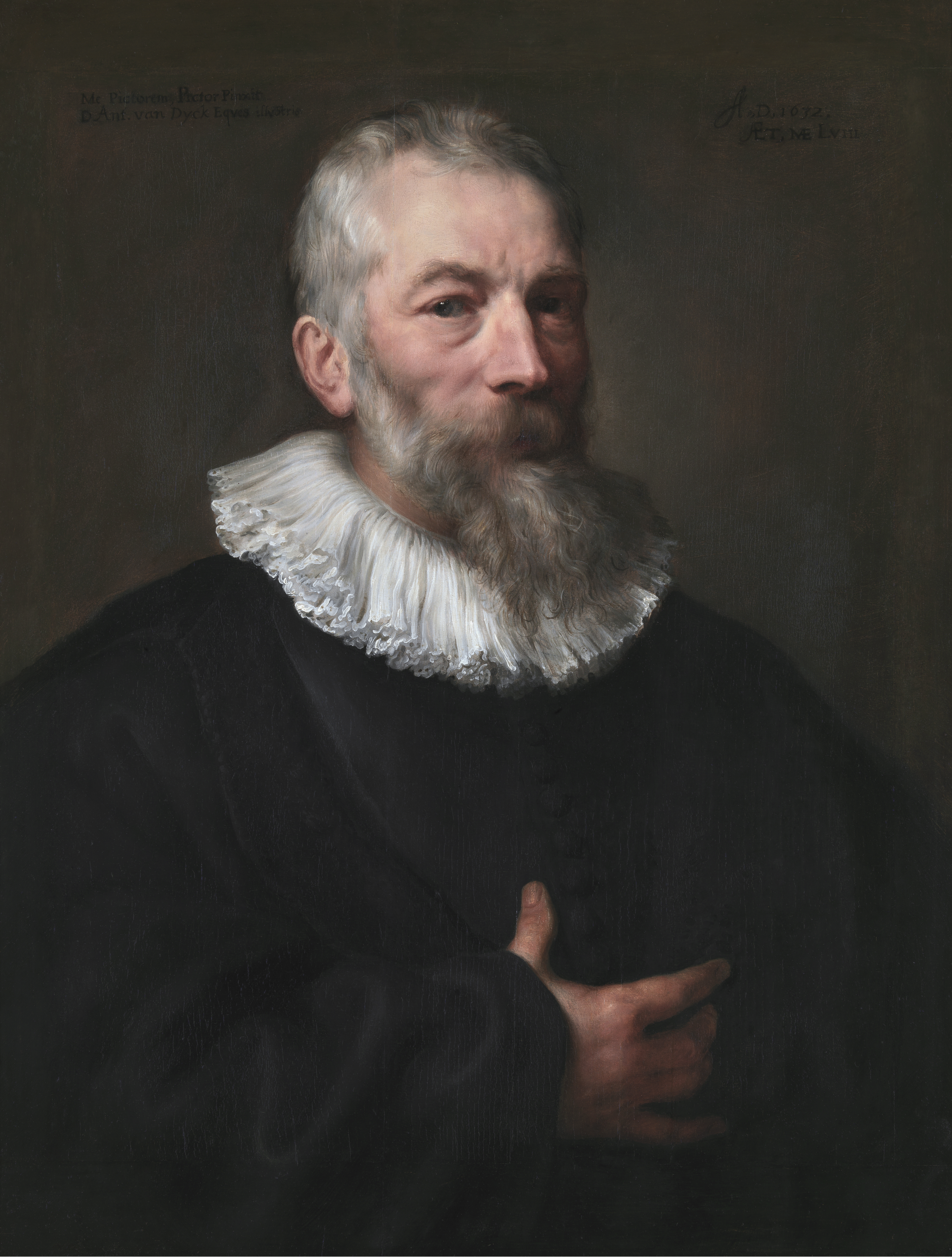
Антоніс ван Дейк Портрет художника Мартена Пепіна
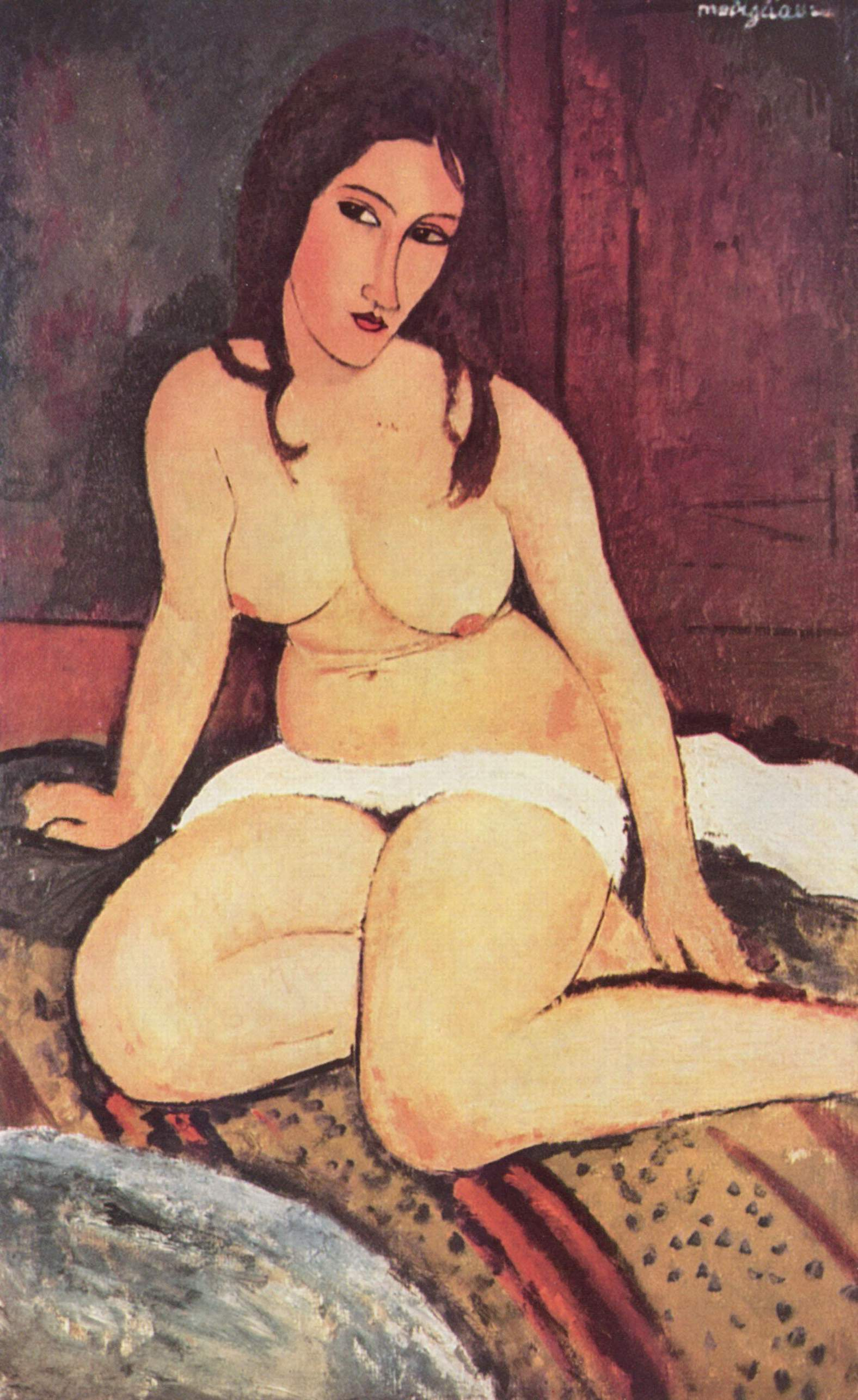
Амедео Модільяні Сидяча ню
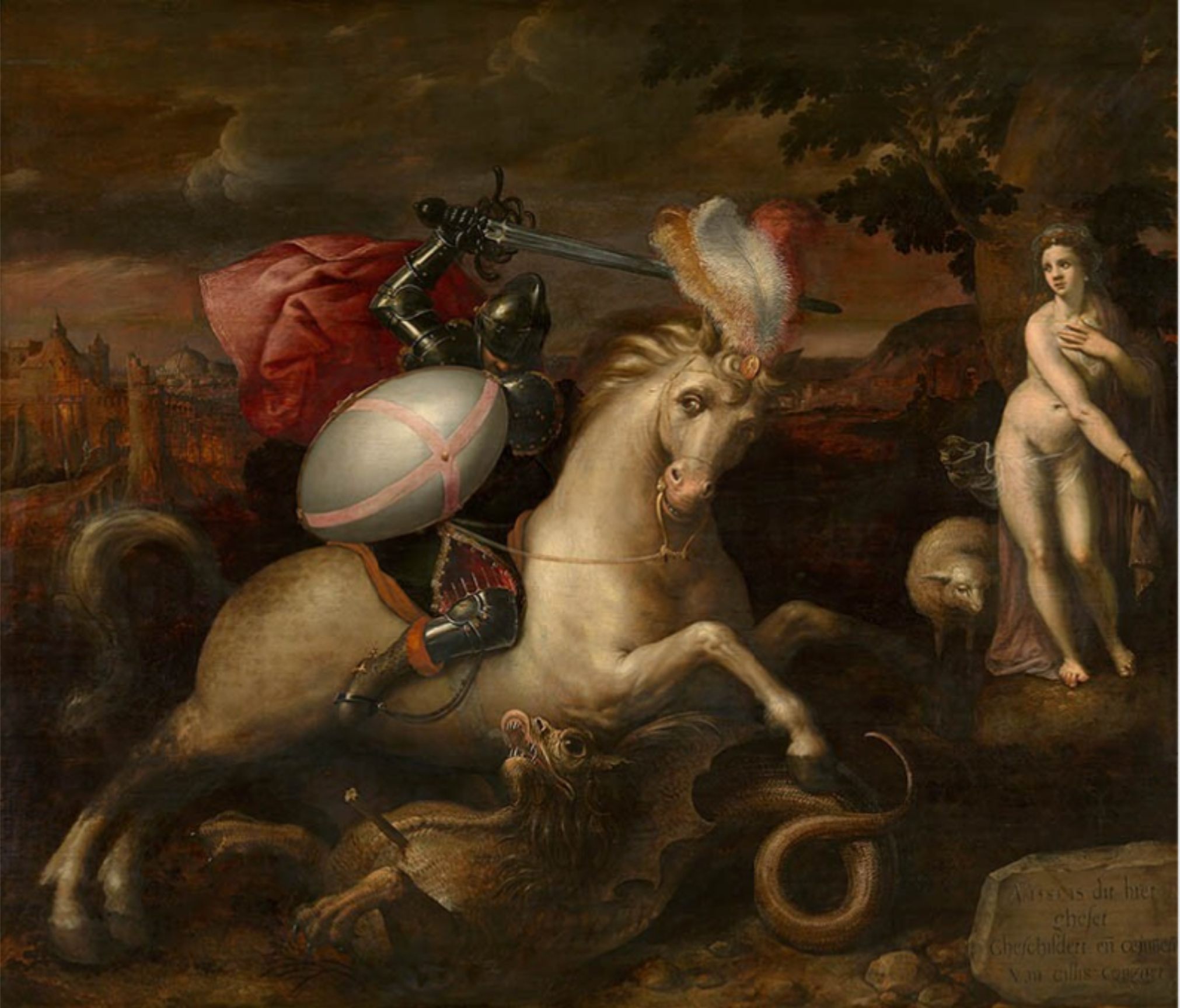
Гілліс Койнет Святий Юрій бореться зі змієм

## Директори музею
1. Willem Jacob Herreyns (1743—1827)
2. Mattheus Ignatius van Bree (1773—1839)
3. Густав Вапперс (1803—1874)
4. Jean Antoine Verschaeren (1803—1863)
5. Nicaise De Keyser (1813—1887)
6. Jozef Geefs (1808—1885)
7. Charles Verlat (1824—1890)
8. Albert De Vriendt (1843—1900)
9. Ferdinand de Braekeleer (1792—1883)
10. Pierre Koch (1843—1904)
11. Pol De Mont (1857—1931)
12. Paul Buschmann (1877—1924)
13. Arthur Henry Cornette (1880—1945)
14. Ary J.J.Delen (1883—1960)
15. Walther Vanbeselaere (1908—1988)
16. Gilberte Gepts (1917—1981)
17. Leo Wuyts (1931)
18. Lydia M.A. Schoonbaert (1930)
19. Erik Vandamme (1948)
20. Paul Huvenne (1949)